# Shigekazu Ōmori
Pour les articles homonymes, voir Ōmori.
Shigekazu Ōmori, né le 9 juillet 1972, est un athlète japonais, spécialiste du 400 mètres plat.
Il est finaliste du relais 4 × 400 m - cinquième en 3 min 0 s 76 - lors des Jeux olympiques de 1996 avec ses équipiers Shunji Karube, Kōji Itō et Jun Osakada, record d'Asie jusqu'en 2022. Son meilleur temps est de 46 s 30 obtenu le 26 juillet 1996 à Atlanta lors de ces mêmes Jeux.